# José Gutiérrez de la Vega

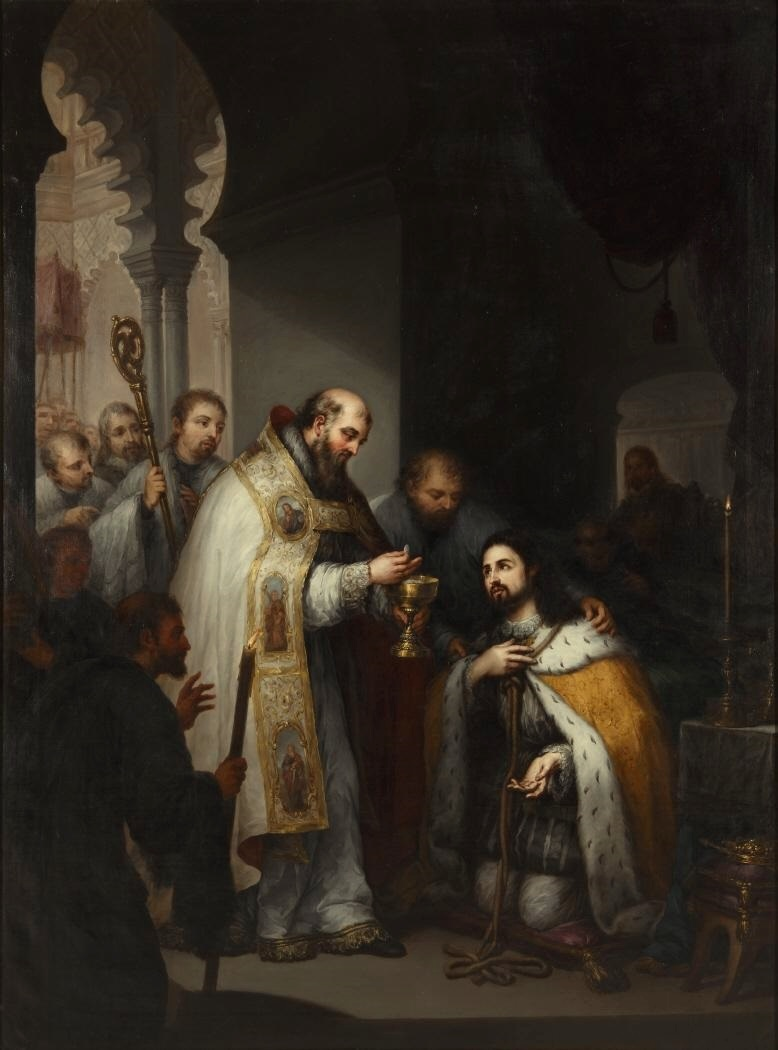
La Última Comunió de San Fernando, 1832. Real Academia de Bellas Artes de San Fernando.

José Gutiérrez de la Vega (Sevilla, 26 de desembre de 1791 - Madrid, desembre de 1865) va ser un pintor espanyol.

## Biografia
Iniciat en la pintura en l'Acadèmia de Sevilla on va ingressar en 1802. Serà influenciat per la pintura barroca, sobretot per l'obra de Bartolomé Esteban Murillo, que li influirà de forma tan decisiva que estarà present en tota la seva creació artística.
En 1831 va viatjar a Madrid per participar en el concurs de l'Acadèmia de Sant Ferran i es va establir a la capital de regne quan, en 1832, va ser nomenat acadèmic de mèrit en aquesta institució.
En 1840 va ser nomenat pintor de cambra honorari de la reina Isabel II.
Una de les parcel·les en les quals més va destacar va ser el gènere retratístico; entre els molts que va realitzar, destaquen el de La reina Isabel II, el de Mariano José de Larra i el de Donya Narcisa Fernández de Irujo.
En la seva producció artística hi ha també exemples de temàtica religiosa com Les Santes Justa i Rufina, La Verge amb el Nen i l'Al·legoria del Nou Testament, en les quals es reflecteix la forta influència de l'obra de Murillo en el seu art.